# 野守虫

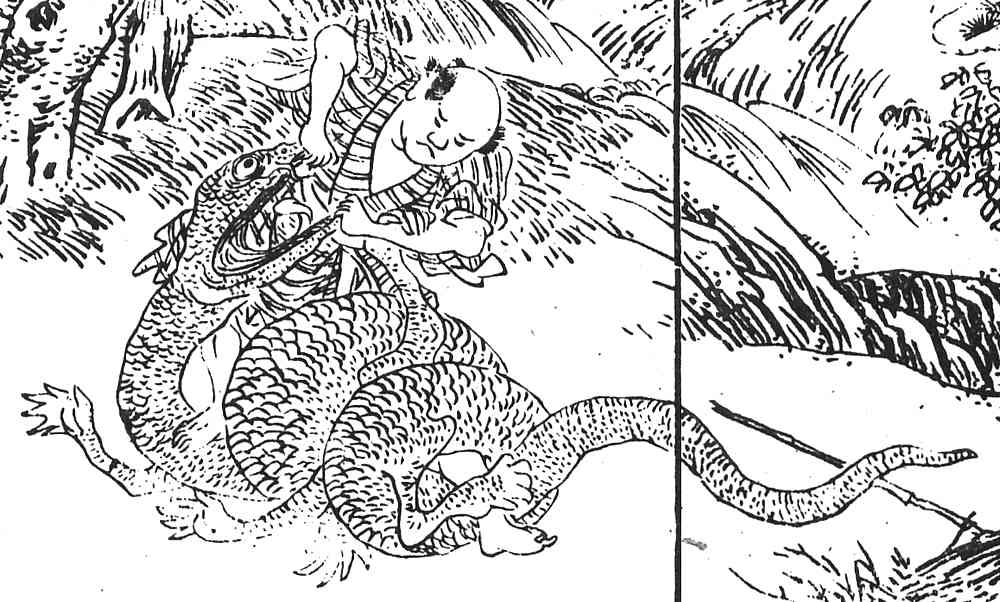
建部綾足『漫遊記』より「野もりという虫」

野守虫（のもりむし）は、日本の妖怪の一つ。建部綾足による江戸時代中期の随筆『折々草』、『漫遊記』に記述のある怪蛇。

## 概要
その昔、信州松代（現在の長野県長野市）の若者が、2人連れで山へ柴刈りに昇ったところ、桶ほどの大きさのヘビのようなものが足に巻きついて、彼の喉に食いつこうとしてきた。若者が連れから鎌を借りてヘビを切り裂いたところ、それは全長1丈（約3メートル）もあり、足が6本あり、それぞれに6本の指があり、胴は桶のように太く、それに比べて頭や尾は細かった。
若者はヘビの死体の一部を持って山を降りたが、彼の父が言うには、それは山の神に違いないので必ず祟りがあるとのことで、若者は家から追い出されてしまった。
数日後にはヘビの死体が異臭を発し、若者はその臭いが移ったために頭痛で寝込む羽目になった。医者から薬をもらい、入浴で異臭を落とすことで回復したが、医者が言うには、ヘビと思われたそれはヘビの類ではなく「野守」という虫で、井に生じる虫を「井守（いもり）」、家に生じる虫を「家守（やもり）」、野に生じる虫を野守というとのことだった。
3年後に若者は、国で禁じられた山で木を盗んだ罪により、斬首された。人々は、野守を殺した祟りと噂し合ったという。